# 253년

## 연호
- 위(魏) 가평(嘉平) 5년
- 촉(蜀) 연희(延熙) 16년
- 오(吳) 건흥(建興) 2년

## 기년
- 위(魏) 소제(少帝) 14년
- 촉(蜀) 후주(後主) 31년
- 오(吳) 폐제(廢帝) 2년
- 신라(新羅) 첨해 이사금(沾解泥師今) 7년
- 고구려(高句麗) 중천왕(中川王) 6년
- 백제(百濟) 고이왕(古爾王) 20년
- 금관가야(金官伽倻) 거등왕(居登王) 55년

## 사건
- 음력 4월, 용이 신라 궁궐 동쪽 못에 나타났다. 금성 남쪽의 넘어진 버드나무가 스스로 일어났다.
- 음력 5월부터 7월까지 신라에 비가 내리지 않았다. 시조묘와 명산(名山)에 빌고 제사지내니, 비로소 비가 내렸다.
- 음력 9월 17일 - 금관가야에서 마품왕이 제3대 왕으로 즉위.
- 신라, 굶주린 해여서, 도적이 많았다.

## 사망
- 1월 - 촉나라의 문신 비의
- 6월 - 교황 고르넬리오, 21대 로마 교황.
- 음력 9월 17일 - 가락국(駕洛國)의 2대 국왕(國王) 거등왕(居登王)

## 참고 문헌
- 김부식 (1145). 〈권02 첨해 이사금 條〉. 《삼국사기》.